# Notocaulus muansicus
Notocaulus muansicus är en skalbaggsart som beskrevs av Machatschke 1955. Notocaulus muansicus ingår i släktet Notocaulus och familjen Aphodiidae.

## Underarter
Arten delas in i följande underarter:
- N. m. kilimandjarensis
- N. m. uhaensis